# Olympiakos Syndesmos Filathlōn Peiraiōs 2022-2023 (pallavolo femminile)
Questa voce raccoglie le informazioni riguardanti l'Olympiakos Syndesmos Filathlōn Peiraiōs nelle competizioni ufficiali della stagione 2022-2023.

## Organigramma societario
Area direttiva
- Presidente: Michalīs Kountourīs
- Team manager: Nicos Katsiouras

Area tecnica
- Allenatore: Carlo Parisi
- Allenatore in seconda: Spyridon Sarantitīs

Area sanitaria
- Medico: Xenofōn Vlassopoulos
- Fisioterapista: Alexandros Nakastsīs

## Rosa
| N° | Nome                   | Ruolo | Data di nascita   | Nazionalità sportiva |
| -- | ---------------------- | ----- | ----------------- | -------------------- |
| 1  | Katerina Giōta         | C     | 7 giugno 1990     | Grecia               |
| 2  | Melina Emmanouīlidou   | C     | 18 settembre 1994 | Grecia               |
| 3  | Sofia Kosma            | L     | 15 novembre 1993  | Grecia               |
| 4  | Aggelina Syristatidī   | C     | 21 febbraio 2004  | Grecia               |
| 5  | Jaalia Winters         | S     | 26 luglio 1997    | Stati Uniti          |
| 6  | Nefelī Hatzīgrīgoriou  | P     | 21 giugno 2002    | Grecia               |
| 7  | Tzina Lamprousī        | C     | 27 gennaio 1993   | Grecia               |
| 8  | Georgia Antōnakakī     | S     | 16 settembre 2002 | Grecia               |
| 9  | Freya Aelbrecht        | C     | 10 febbraio 1990  | Belgio               |
| 9  | Aristea Tontaï         | C     | 5 luglio 1999     | Grecia               |
| 10 | Wilma Salas            | S     | 9 marzo 1991      | Cuba                 |
| 11 | Maria Tsitsigiannī     | O     | 20 novembre 2000  | Grecia               |
| 12 | Milica Kubura          | O     | 20 marzo 1995     | Serbia               |
| 14 | Stylianī Christodoulou | P     | 19 luglio 1991    | Grecia               |
| 15 | Giulia Carraro         | P     | 25 luglio 1994    | Italia               |
| 16 | Maria Genitsaridī      | S     | 3 giugno 1994     | Grecia               |
| 19 | Paraskevī Zafeiriou    | S     | 8 giugno 2006     | Grecia               |